# Skrämbosjön
Skrämbosjön är en sjö i Borås kommun i Västergötland och ingår i Viskans huvudavrinningsområde. Sjön är 6,5 meter djup, har en yta på 0,015 kvadratkilometer och befinner sig 145 meter över havet.